# Giovanni Miegge
Giovanni Miegge (Savona, 30 maggio 1900 – Massello, 30 luglio 1961) è stato un teologo e pastore protestante italiano.
Esponente della teologia dialettica, contribuì in maniera decisiva a far conoscere il pensiero di Karl Barth in Italia. Autore di molti libri, fra cui la biografia teologica di Lutero, pubblicata originariamente da Claudiana nel 1946 e poi ripresa da Feltrinelli con il titolo di Lutero giovane. Importante anche la sua opera di traduttore: si segnala in particolare L'Epistola ai Romani di Karl Barth.

## Biografia

### L'infanzia e studi
Miegge nacque il 30 maggio 1900; il padre Mario proveniva dal cattolicesimo mentre la madre, Rachel Coisson, apparteneva a un'antica famiglia valdese. Trascorse l'infanzia in Piemonte e frequentò il Liceo Valdese di Torre Pellice. Fin dalla giovinezza soffrì di una malattia alle vie respiratorie.
Dal 1919 studiò teologia alla Facoltà valdese di teologia di Firenze, i cui professori impartivano un insegnamento teologico di tipo liberal-risvegliato, di cui Giovanni Miegge diventerà presto un'acuta voce critica. Nel 1926 si laureò in teologia con una tesi intitolata La dottrina della salvazione nella teologia di Gaston Frommel. Nel 1927 venne consacrato pastore valdese. Dal matrimonio con Ellen Pons nacque Mario Miegge.

### Gli anni del regime
Nel 1931 assunse la direzione della rivista Gioventù cristiana, che da questo momento divenne estremamente vivace e fu negli anni bui del fascismo una delle poche voci rimaste libere, tanto che il regime ne ordinò la cessazione del 1940. La rivista fu anche uno strumento di dialogo culturale con molte personalità dell'epoca, quali Ugo Janni, Ernesto Buonaiuti, Adriano Tilgher, Lelio Basso ecc.
Nel 1937 gli fu affidata la cattedra di Teologia storica e pastorale della Facoltà valdese di teologia, trasferitasi nel 1922 a Roma, ma solo un anno dopo, per motivi di salute, dovette rinunciare all'incarico. Nel 1938 i problemi di salute lo costrinsero a ritirarsi a Torre Pellice. Qui diede luogo alla Giornate teologiche del Ciabàs, nell'antico tempio valdese della bassa Valle d'Angrogna. In questi incontri la nuova generazione di teologi protestanti venne a conoscenza della teologia dialettica di Karl Barth.
Qui divenne punto di riferimento di un gruppo di intellettuali che a Torre Pellice nel 1946 fonderanno la rivista Protestantesimo di cui nel 1948 assumerà la direzione Vittorio Subilia.

### L'incontro con la teologia di Karl Barth
Già nella sua tesi, La dottrina della salvazione nella teologia di Gaston Frommel, Miegge prende le distanze dall'allora principale impostazione teologica, la teologia liberale,  allora dominante negli ambienti protestanti e fra gli stessi valdesi. 
Nel 1928, per la casa editrice Doxa tradusse un libro di Max Strauch, La teologia della crisi, che presenta il pensiero di Karl Barth e la sua teologia dialettica. La vicinanza fra i due pensatori è tale da fare di Miegge il partvoce di Barth in Italia nonché il capofila dei giovani barthiani. Nel Dopoguerra Miegge curò l'edizione italiana di uno degli scritti più noti di Barth, L'Epistola ai Romani, pubblicata nel 1962 da Feltrinelli.
Da Barth, Miegge ricavava il tema della grazia e della vocazione, cioè della chiamata divina nei confronti del singolo e della risposta che essa esige nella storia. Giovanni Miegge,in quanto studioso di Barth – teologo svizzero socialista, pacifista e antimilitarista fin dallo scoppio della prima guerra mondiale, aspramente polemico con l'imperialismo guerrafondaio di Adolf von Harnack e dei teologi schierati a sostegno degli imperi centrali –, affiancò ai prevalenti interessi biblici e teologici una nitida sensibilità sociale, attestata già nel 1922 da un breve articolo su La valeur morale de la loi des huit heure pubblicato in "L'Echo des Vallées".
Dopo la seconda guerra mondiale, Miegge avrebbe compiuto un percorso di rivalutazione della realtà terrena sul piano teologico e poi, negli anni della guerra fredda, di "scelta di classe" e di apertura al socialismo, come testimonia anche il titolo della raccolta di saggi pubblicata postuma da Claudiana nel 1977: Dalla riscoperta di Dio all'impegno nella società.

### Il Dopoguerra
Il decennio 1946-1956 vede la pubblicazione di tutte le opere principali di Miegge. Fra queste spicca sicuramente Lutero. Vol. I. L'uomo e il pensiero fino alla Dieta di Worms, pubblicato nel 1946 da Claudiana. Il progetto iniziale prevedeva un secondo volume, che però non vide mai la luce a causa dei problemi di salute di Miegge. Il libro è edito nel 1964 dalla Feltrinelli con il titolo Lutero giovane. Altre opere importanti sono: La Vergine Maria (1950), che fu tradotto in molte lingue; Per una fede (1952); L'Evangelo e il mito nel pensiero di Rudolf Bultmann (1956) e il Dizionario biblico (1957), di cui redasse il piano dell'opera e coordinò il lavoro.
Infaticabile anche la sua opera di traduttore e curatore. Di Lutero tradusse già in gioventù il Servo arbitrio (1930), e La libertà del cristiano (1931), per la casa editrice Doxa. In seguito curò con Valdo Vinay gli Scritti religiosi del riformatore, che sarebbero apparsi nel 1958 per i tipi della UTET. Curò anche due antologie di patristica, La Chiesa dei martiri (1954), e La sapienza di Dio (1957).
Miegge si occupò con grande profitto anche del rapporto fra Stato e Chiesa, sebbene tali opere abbiano ricevuto più considerazione all'estero che in Italia. In particolare si segnalano: L'église sous le joug fasciste, pubblicato a Ginevra nel 1946, e Religious Liberty, pubblicato a New York nel 1957 e tradotto in francese nel 1962.

### Gli ultimi anni
Parzialmente ristabilitosi, dal 1952 insegnò Esegesi biblica alla Facoltà valdese di teologia. In questo periodo coordinò il lavoro per l'edizione di un Nuovo Testamento annotato in quattro volumi che, dopo la morte di Miegge, fu pubblicato tra il 1965 e il 1974 sotto la direzione di Giorgio Tourn.
Un nuovo attacco del male non gli lasciò scampo: morì il 30 luglio 1961 a Massello (TO), paesino delle Valli valdesi in cui era solito ritirarsi nel periodo estivo.

### Riconoscimenti
La conoscenza del suo lavoro teologico attraverso la traduzione di alcuni suoi libri gli valse parecchi inviti di Facoltà teologiche estere, spesso declinati per motivi di salute, e le lauree ad honorem delle Facoltà di Lipsia, St. Andrews, Ginevra e Montpellier.

## Opere
- Risposta all'indagine Cristo Dio. Inchiesta, Roma, Doxa, 1928.
- Lutero. Vol. I. L'uomo e il pensiero fino alla Dieta di Worms (1483-1521), Torino, Claudiana, 1946. - col titolo Lutero giovane, Prefazione di Aldo Vinay, Feltrinelli, 1964-1977; Prefazione di Fulvio Ferrario, Claudiana, 2003.
- La Vergine Maria. Saggio di storia del dogma, 1950. - Introduzione di Fulvio Ferrario, Claudiana, 2008. [tradotto in molte lingue]
- Per una fede, Milano, Edizioni di Comunità, 1952.
- L'Evangelo e il mito nel pensiero di Rudolf Bultmann, 1956.
- Dizionario biblico, 1957.
- Pietro a Roma, Claudiana, 195?.
- La Chiesa valdese sotto il fascismo, a cura di Claudio Tron, Claudiana, 2015, ISBN 978-88-689-8052-8.

### Traduzioni
- Max Strauch, La teologia della crisi, Roma, Doxa, 1928.
- Martin Lutero, Servo arbitrio, Roma, Doxa, 1930.
- Martin Lutero, La libertà del cristiano, Roma, Doxa, 1931.
- Martin Lutero, Scritti religiosi, con Valdo Vinay, Torino, UTET, 1958.
- Karl Barth, L'Epistola ai Romani (Der Römerbrief, 1954), Collana Biblioteca Scientifica n.9, Milano, Feltrinelli, 1962.

### Antologie patristiche
- La Chiesa dei martiri, 1954.
- La sapienza di Dio, 1957.

### Saggi sui rapporti tra Stato e Chiesa
- L'église sous le joug fasciste, Geneve, 1946.
- Religious Liberty, New York, 1957.  [tradotto in francese nel 1962]